# 554
554(오백오십사)는 553보다 크고 555보다 작은 자연수다.

## 수학
- 합성수로, 그 약수는 1, 2, 277, 554다. 진약수의 합은 280이므로, 554는 부족수다.
  - 174번째 반소수다. 앞의 반소수는 553, 다음 반소수는 559다.
- {\displaystyle 554=91+120+153+190}
  - 연속하는 네 육각수의 합으로 나타낼 수 있는 수다. 이 성질을 지닌 앞의 수는 430, 다음 수는 694다.
- {\displaystyle 554=5^{2}+23^{2}}
  - 서로 다른 두 소수(素數)의 제곱합({\displaystyle p^{2}+q^{2}})으로 나타낼 수 있는 16번째 반소수다. 이 성질을 지닌 앞의 수는 538, 다음 수는 698이다. (OEIS의 수열 A103558)

## 과학
- NGC 554(프랑스어판): 고래자리 방향에 있는 렌즈형은하.
- 554 페라가(영어판): 소행성.

## 군사
- LST-554(영어판): 제2차 세계 대전에 사용된 미국의 전차상륙함.

## 교통
- 수도권 전철 5호선 강일역의 역번호.
- P554: 수도권 전철 5호선 거여역의 역번호.

## 문화유산
- 대한민국의 보물 제554호: 달성 태고정
- 대한민국의 사적 제554호: 함안 가야리 유적

## 기타
- 연도: 554년, 기원전 554년